# Molenstraat (Montfoort)
De Molenstraat is een straat in de historische stadskern van de Nederlandse plaats Montfoort die de Lieve Vrouwegracht en de Willeskopperpoort verbindt met de Zevenhuisstraat. De smalle straat loopt langs de stadsmuur van Montfoort en is vernoemd naar Molen De Valk die op de hoek van deze muur staat.

## Afbeeldingen

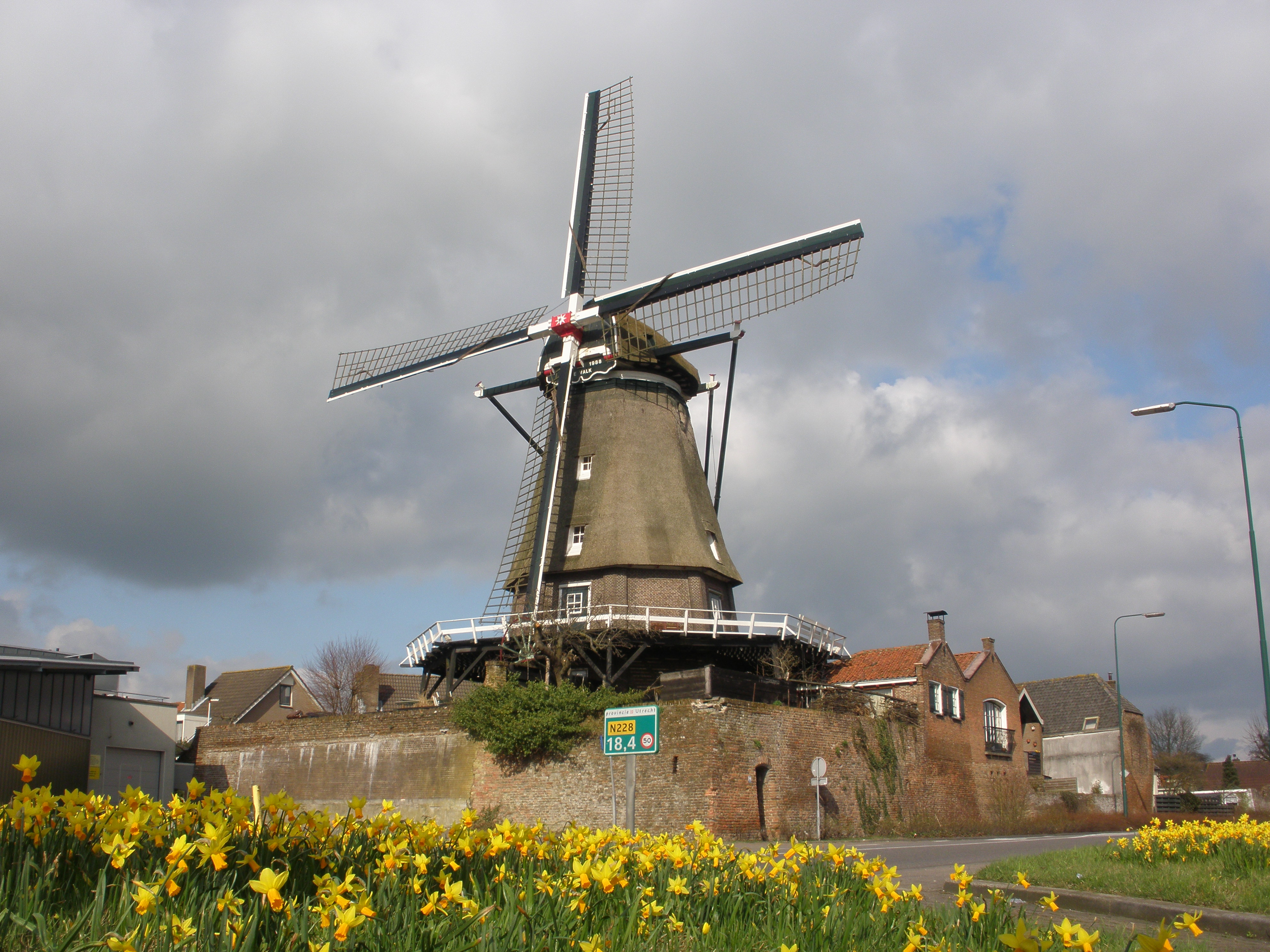
Molen De Valk
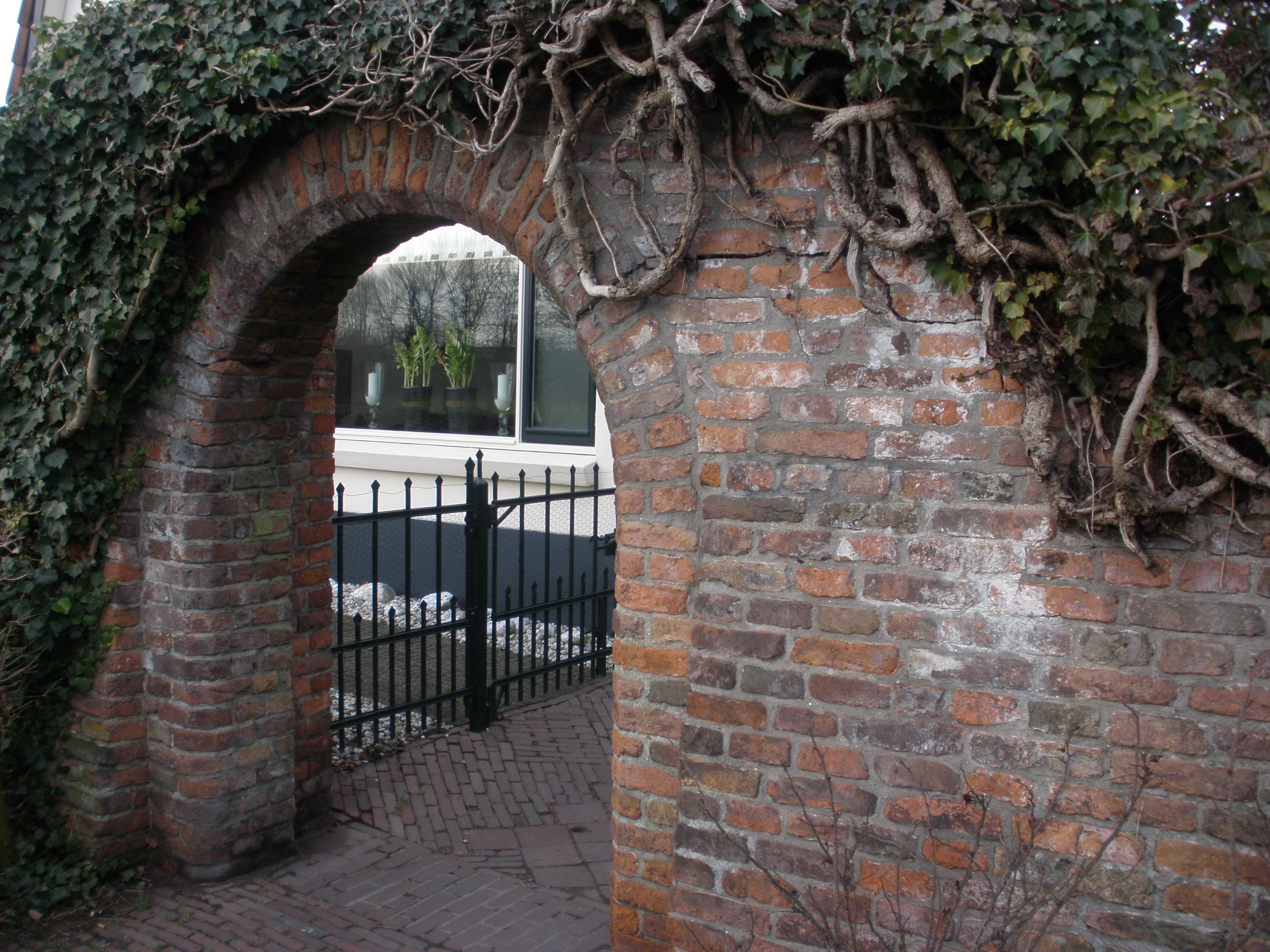
Stadsmuur met doorgang ter hoogte van de bocht met de Zevenhuisstraat

Achterstraat ·
Blindeweg ·
Bovenkerkweg ·
De Plaats ·
Doeldijk ·
Havenstraat ·
Heeswijkerpoort ·
Heilig Levenstraat ·
Hofdijk ·
Hofstraat ·
Hoogstraat ·
Julianalaan ·
Keizerstraat ·
Lieve Vrouwegracht ·
Lindeboomsweg ·
Mannenhuisstraat ·
Mastwijkerdijk ·
Molenstraat ·
Om 't Hof · 
Om 't Wedde · 
Onder de Boompjes ·
Oude Boomgaard ·
Schoolstraat  ·
Slotlaan ·
Vrouwenhuisstraat ·
Waardsedijk ·
Waterpoort ·
Willeskopperpoort ·
IJsselplein ·
IJsselkade ·
IJsselveld